# Boeing 737 MAX
El Boeing 737 MAX és un avió de fuselatge estret dissenyat i fabricat per Boeing Commercial Airplanes. Es tracta de la quarta generació de Boeing 737 i succeí al Boeing 737 Next Generation (NG).
Fou llançat el 30 d'agost del 2011 i emprengué el seu primer vol el 29 de gener del 2016. Fou certificat per l'Administració Federal d'Aviació dels Estats Units el 8 de març del 2017. El primer lliurament del programa fou un MAX 8 entregat el 6 de maig del 2017 a Malindo Air, amb el qual entrà en servei el 22 de maig del mateix any. El 737 MAX es basa en versions anteriors del 737, però està equipat amb motors CFM International LEAP-1B, més nous i eficients, així com millores aerodinàmiques (incloent-hi aletes marginals de doble punta) i modificacions del fuselatge.
A data de 14 de març del 2019, autoritats reguladores d'arreu del món van suspendre tots els vols amb Boeing 737 MAX a conseqüència de dos accidents mortals d'avions MAX 8, que es produïren l'octubre del 2018 i el març del 2019.